# Apolonija (Ilirija)
Apolonija (grško: Ἀπολλωνία κατ' Ἐπίδαμνον [Apollonia kat' Epidamnon] ali Ἀπολλωνία πρὸς [Apollonia prὸs Epidamno]), antično grško mesto v Iliriji. Mesto je stalo na desnem bregu reke Aous, sedanje Vjosë, v regiji Fier blizu vasi Pojani v sedanji Albaniji. Apolonijo so leta 588 pr. n. št. ustanovili grški kolonisti s Krfa in iz Korinta na mestu, ki so ga prvotno naseljevala ilirska plemena. Mesto je bilo morda najpomembnejše od vseh mest z imenom Apolonija. V rimskem obdobju je bila v njem slavna filozofska šola. V 3. stoletju je zaradi zamuljenja pristanišča, ki je bilo verjetno posledica potresa, začela propadati, dokler je niso v pozni antiki povsem zapustili. 

## Zgodovina
Apolonija je stala na ozemlju Tavlantov, skupine ilirskih plemen, ki so bila stoletja tesno povezana z mestom in živela v sožitju z grškimi kolonisti. Njeno prvotno ime naj bi bilo Gilakeia, ki ga je dobila po svojem ustanovitelju Gilaksu. Ime so kasneje v čast boga Apolona spremenili v Apolonijo.
Strabon v svoji Geografiji omenja, da je bila Apolonija "izredno dobro upravljano mesto". Aristotel je imel Apolonijo za značilen primer oligarhičnega sistema, v katerem so potomci grških kolonistov vladali mestu in veliki populaciji podložnikov, ki so bili večinoma ilirskega porekla. Mesto je obogatelo s trgovanjem s sužnji in poljskimi pridelki, pa tudi z velikim pristaniščem, v katerem je lahko pristalo sto ladij naenkrat. Leta 2006 so tik ob mestu odkrili tempelj iz poznega 6. stoletja pr. n. št., ki je eden od samo petih znanih kamnitih templjev na ozemlju sodobne Albanije.
Apolonija je bila, podobno kot Dyrrachium, ki stoji malo severneje, pomembno pristanišče na ilirski obali in najbolj prikladna povezava med Brundusiumom in severno Grčijo. Bila je tudi ena od zahodnih izhodišč Vie Egnatie, ki je vodila na vzhod proti Solunu, Bizancu in Trakiji. Imela je svojo kovnico denarja, ki so ga našli vse do porečja Donave. 
Mesto je bilo nekaj časa eden od dominijonov Pira Epirskega. Leta 229 pr. n št. je prišlo pod oblast Rimske republike, do katere je bilo skrajno lojalno. Leta 168 pr. n. št. je bilo zato nagrajeno s plenom, ki so ga zaplenili poraženemu ilirskemu kralju Genciju. Leta 148 pr. n. št. je postalo del rimske province Makedonije, natančneje Novega Epirja (Epirus Nova). V rimski državljanski vojni med Pompejem in Julijem Cezarjem je podprlo slednjega, vendar je leta 48 pr. n. št. kljub temu pripadlo Marku Juniju Brutu. Leta 44 pr. n. št. se je pod pokroviteljstvom Atenodorja iz Tarza v Apoloniji šolal bodoči rimski cesar Avgust, ki je prav tam izvedel za Cezarjev umor. 
V rimskem obdobju je bia Apolonija cvetoče mesto o katerem Cicero v svoji Filipiki pravi, da je bila urbis et gravis – veliko in pomembno mesto. Krščanstvo se je v mestu pojavilo že v njegovem zgodnjem obdobju in škofi iz Apolonije so bili prisotni na prvem efeškem koncilu leta 431 in kalcedonskem koncilu leta 451. V 3. stoletju je mesto kljub temu začelo nazadovati, ker je reka Aoos zaradi potresa spremenila svojo strugo. Mestno pristanišče se je zamuljilo, njegovo zaledje pa zamočvirilo in postalo leglo malarije. S širjenjem močvirja v celino je Apolonijino vlogo prevzelo bližnje naselje Avlona, sedanja Vlora. Ob koncu antike je bilo mesto večinoma zapuščeno. V njem je ostala samo majhna krščanska skupnost, ki je na bližnjem hribu v sklopu samostana Ardenica zgradila cerkev sv. Marije.

## Odkritje in rezultati izkopavanj
Z vzponom Avlone je Apolonija utonila v pozabo, dokler je niso v 18. stoletju "ponovno odkrili" evropski klasicisti. Arheološke raziskave so se začele šele med avstrijsko okupacijo Albanije v letih 1916-1918. Izkopavanja so nadaljevali francosti arheologi v obdobju 1924-1938. Med drugo svetovno vojno je bil del nahajališča poškodovan. Po vojni so leta 1948 začeli mesto raziskovati albanski arheologi, vendar večina mesta še vedno ni raziskana. Nekaj odkritih predmetov je razstavljenih v samostanu, poznanem kot Muzej Apolonije, ki je bil odprt leta 1958, drugi pa so v muzeju v Tirani. Na žalost so v anarhičnem obdobju, ki je sledilo propadu komunističnega režima leta 1990, arheološko zbirko izropali in muzej zaprli. Ruševine Apolonije pogosto prekopavajo plenilci, ki najdbe nezakonito prodajajo tujim zbiralcem. 
Avgusta 2010 je albansko-francoska skupina arheologov izkopala doprsje rimskega vojaka, katerega trup so našli že med izkopavanji v letih 1958-1960. Takratna izkopavanja sta vodila albanski učenjak Selim Islami in ruski profesor Blavatski.